# La valquiria
La valquiria o La walkiria (título original en alemán, Die Walküre, WWV 86B) es una ópera épica en tres actos con música y libreto en alemán de Richard Wagner, la segunda de las cuatro que componen el ciclo de El anillo del nibelungo (Der Ring des Nibelungen), y la que se representa más asiduamente, incluso separada del ciclo completo. El fragmento más conocido de esta ópera es la «Cabalgata de las valquirias», introducción al tercero y último acto describiendo a las guerreras semidiosas. Se estrenó en Múnich el 26 de junio de 1870.
Wagner se inspiró en la mitología nórdica al escribir esta obra, específicamente en la Volsunga y la Edda poética. En la versión simplificada del compositor, las valquirias son las hijas del dios Wotan y la madre tierra, la diosa Erda, concebidas como doncellas guerreras para defender el Olimpo germánico, el Valhalla, del acecho de los nibelungos y recoger las almas de los héroes muertos en batalla para llevarlos a su descanso eterno en el Valhalla.

## Historia

### Composición
Aunque La valquiria es la segunda de las óperas del Anillo, fue la tercera en el orden de concepción. Wagner trabajó de atrás hacia adelante planeando la ópera a partir de la muerte de Sigfrido, decidiendo luego que necesitaba otra ópera para narrar la juventud de Sigfrido, y luego decidió que necesitaba contar la historia de la concepción de Sigfrido y de los intentos de Brunilda por salvar a los padres de él, y finalmente decidiendo que también necesitaba un preludio que contara el robo original del oro del Rin y la creación del Anillo.
Wagner mezcló el desarrollo del texto de estas dos óperas que fueron las últimas que planeó, por ejemplo La valquiria, originariamente titulada Siegmund und Sieglinde: der Walküre Bestrafung (Sigmundo y Siglinda: el castigo de la valquiria) y lo que se convertiría en El oro del Rin. Wagner había escrito primero su intención de crear una trilogía de óperas en su ensayo de agosto de 1851 „Eine Mittheilung an meine Freunde“ («Una comunicación a mis amigos»), pero no produjo ningún esbozo de la trama de Sigmundo y Siglinda hasta noviembre. El verano siguiente, Wagner y su esposa alquilaron la pensión Rinderknecht, un apartamento en el Zürichberg (hoy Hochstrasse 56–58 en Zúrich). Allí trabajó en el borrador en prosa de La valquiria, una extensa descripción de la historia, incluyendo diálogo, entre el 17 y el 26 de mayo de 1852 y el borrador en verso entre el 1 de junio y el 1 de julio. Fue entre estos borradores que Wagner decidió no presentar a Wotan en el acto I, en lugar de que el dios llevase la espada a escena, esta se encuentra ya insertada en el árbol antes de que empiece la acción. La copia definitiva del texto estaba ya acabada para el 15 de diciembre de 1852.
Incluso antes de que el texto del Anillo estuviera terminado, Wagner había empezado a esbozar parte de la música. El 23 de julio de 1851 escribió en una hoja suelta de papel lo que ha pasado a ser el motivo más conocido de todo el ciclo: el tema de la «Cabalgata de las valquirias» (Walkürenritt). Otros borradores tempranos de La valquiria fueron hechos en el verano de 1852. Pero no fue hasta el 28 de junio de 1854 cuando Wagner empezó a transformarlos en un borrador completo de los tres actos de la ópera. Este borrador preliminar (Gesamtentwurf) estaba terminado para el 27 de diciembre de 1854. Gran parte del trabajo de esta etapa de desarrollo de la ópera se superpuso con el de la versión orquestal final de El oro del Rin.
Como Wagner había incluido alguna indicación de la orquestación en el borrador, decidió seguir adelante para desarrollar una partitura orquestal completa en enero de 1855, sin preocuparse por escribir un borrador de instrumentación intermedio, como había hecho con El oro del Rin. Esta fue una decisión que pronto lamentaría, pues numerosas interrupciones, incluyendo una visita de cuatro meses a Londres, hicieron que la tarea de orquestación fuese más difícil de lo que esperaba. Si permitía que pasara demasiado tiempo entre el borrador inicial de un pasaje y su posterior elaboración, encontró que no podía recordar cómo había pensado orquestar el borrador. En consecuencia, algunos pasajes tuvieron que ser compuestos de nuevo desde el principio. Wagner, a pesar de todo, perseveró con la tarea y la partitura completa estaba terminada finalmente el 20 de marzo de 1856. Empezó la copia definitiva el 14 de julio de 1855 en el centro turístico suizo de Seelisberg, donde Wagner y su esposa pasaron un mes, y la terminó en Zúrich el 23 de marzo de 1856, justo tres días después de concluir la partitura íntegra.

### Representaciones
Fue estrenada en el Hoftheater (Teatro de la Corte, hoy Teatro Nacional de Múnich) de Múnich el 26 de junio de 1870, por insistencia del rey Luis II de Baviera. Entre los presentes el día del estreno se encontraba Henri Duparc. Se estrenó en el Festival de Bayreuth de Wagner como parte del ciclo completo el 14 de agosto de 1876. La ópera se estrenó en los Estados Unidos en la Academia de Música en Nueva York el 2 de abril de 1877. En España se estrenó el 25 de enero de 1899, en el Gran Teatro del Liceo de Barcelona. Forma parte del Canon de Bayreuth. La valquiria sigue siendo una de las óperas más populares; en las estadísticas de Operabase aparece la n.º 36 de las cien óperas más representadas en el período 2005-2010, siendo la 6.ª de Alemania y la tercera de Richard Wagner, después de El holandés errante y El oro del Rin.
El papel pide por una soprano dramática Wagneriana con una voz suficientemente poderosa como para remontar la orquesta de más de cien integrantes y es uno de los dos grandes papeles para soprano de la ópera, el otro es la desafortunada Siglinda. Entre las más célebres protagonistas de la ópera, se cuentan Amalie Materna que lo estrenó en el Festival de Bayreuth, Lilli Lehmann, Frida Leider, Olive Fremstad, Kirsten Flagstad, Helen Traubel, Marjorie Lawrence, Birgit Nilsson, Astrid Varnay, Régine Crespin, Gwyneth Jones, Eva Marton y Jane Eaglen.
La valquiria preferida de Wotan es Brunilda (Brünnhilde), que representa su verdadera voluntad por sobre los designios de su esposa Fricka (diosa del matrimonio). Será Brunilda quien desobedecerá a su padre y desatará la tragedia resultante en El ocaso de los dioses (Götterdämmerung). Su corcel es el caballo Grane.

## Personajes
| Personaje    | Tesitura      | Elenco del estreno 26 de junio de 1870 (Director: Franz Wüllner) | Elenco en el estreno del ciclo completo 14 de agosto de 1876 (Director: Hans Richter) |
| Humanos      | Humanos       | Humanos                                                          | Humanos                                                                               |
| ------------ | ------------- | ---------------------------------------------------------------- | ------------------------------------------------------------------------------------- |
| Siegmund     | tenor         | Heinrich Vogl                                                    | Albert Niemann                                                                        |
| Sieglinde    | soprano       | Therese Vogl                                                     | Josephine Schefsky                                                                    |
| Hunding      | bajo          | Kaspar Bausewein                                                 | Josef Niering                                                                         |
| Dioses       |               |                                                                  |                                                                                       |
| Wotan        | bajo-barítono | August Kindermann                                                | Franz Betz                                                                            |
| Fricka       | mezzosoprano  | Anna Kaufmann                                                    | Friederike Grün                                                                       |
| Valkirias    |               |                                                                  |                                                                                       |
| Brünnhilde   | soprano       | Sophie Stehle                                                    | Amalie Materna                                                                        |
| Gerhilde     | soprano       | Karoline Lenoff                                                  | Marie Haupt                                                                           |
| Ortlinde     | soprano       | Henriette Müller                                                 | Marie Lehmann                                                                         |
| Waltraute    | mezzosoprano  | Hemauer                                                          | Luise Jaide                                                                           |
| Schwertleite | contralto     | Emma Seehofer                                                    | Johanna Jachmann-Wagner                                                               |
| Helmwige     | soprano       | Anna Possart-Deinet                                              | Lilli Lehmann                                                                         |
| Siegrune     | mezzosoprano  | Anna Eichheim                                                    | Antonie Amann                                                                         |
| Grimgerde    | mezzosoprano  | Wilhelmine Ritter                                                | Hedwig Reicher-Kindermann                                                             |
| Rossweisse   | mezzosoprano  | Juliane Tyroler                                                  | Marie Lammert                                                                         |

## Argumento

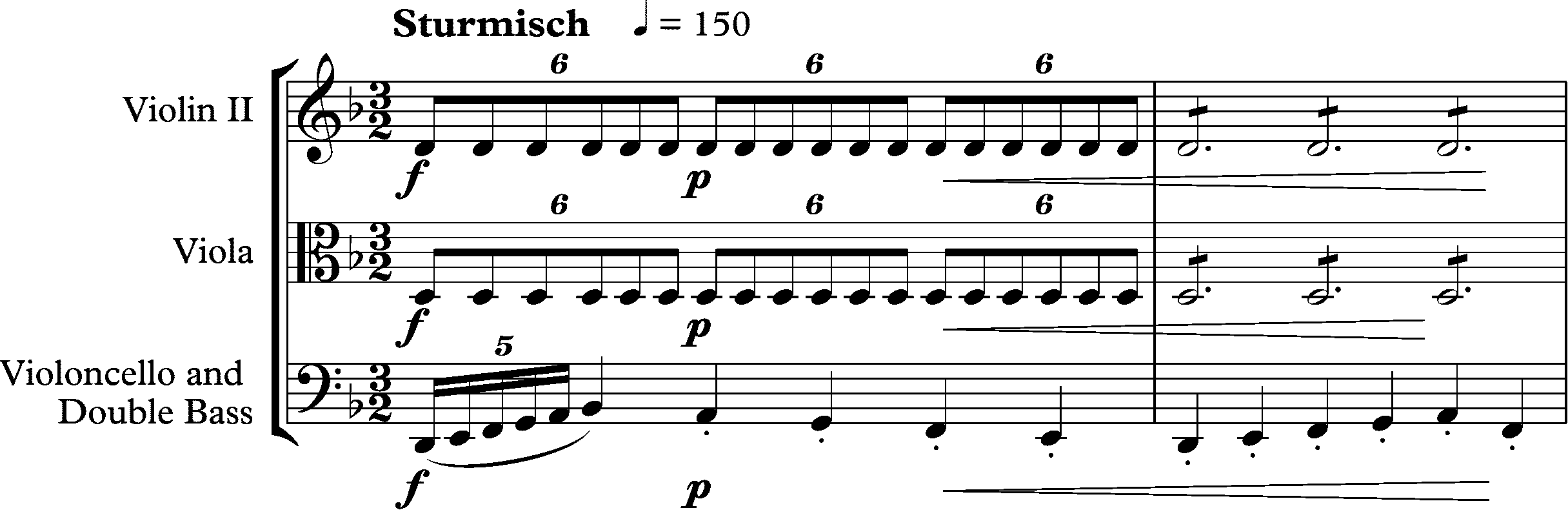
Comienzo del preludio; indicación de tempo: «Tormentoso».

### Acto I

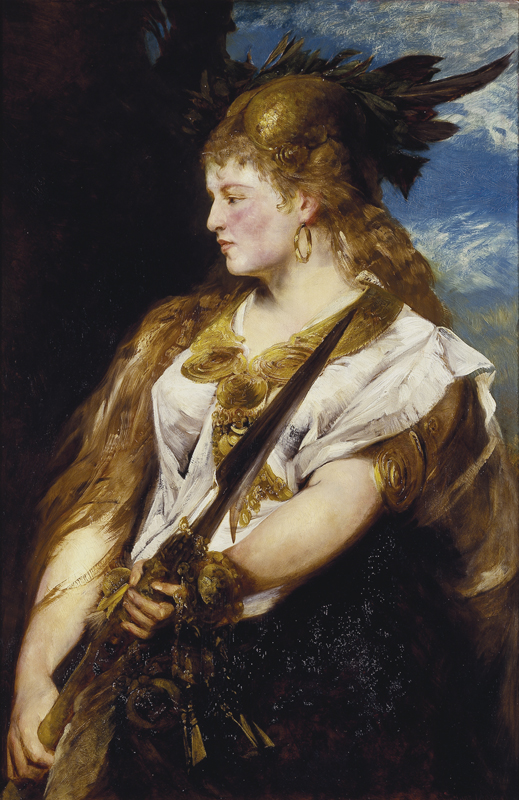
La valquiria por el pintor austriaco Hans Makart; colección Museo Bass, Miami Beach.

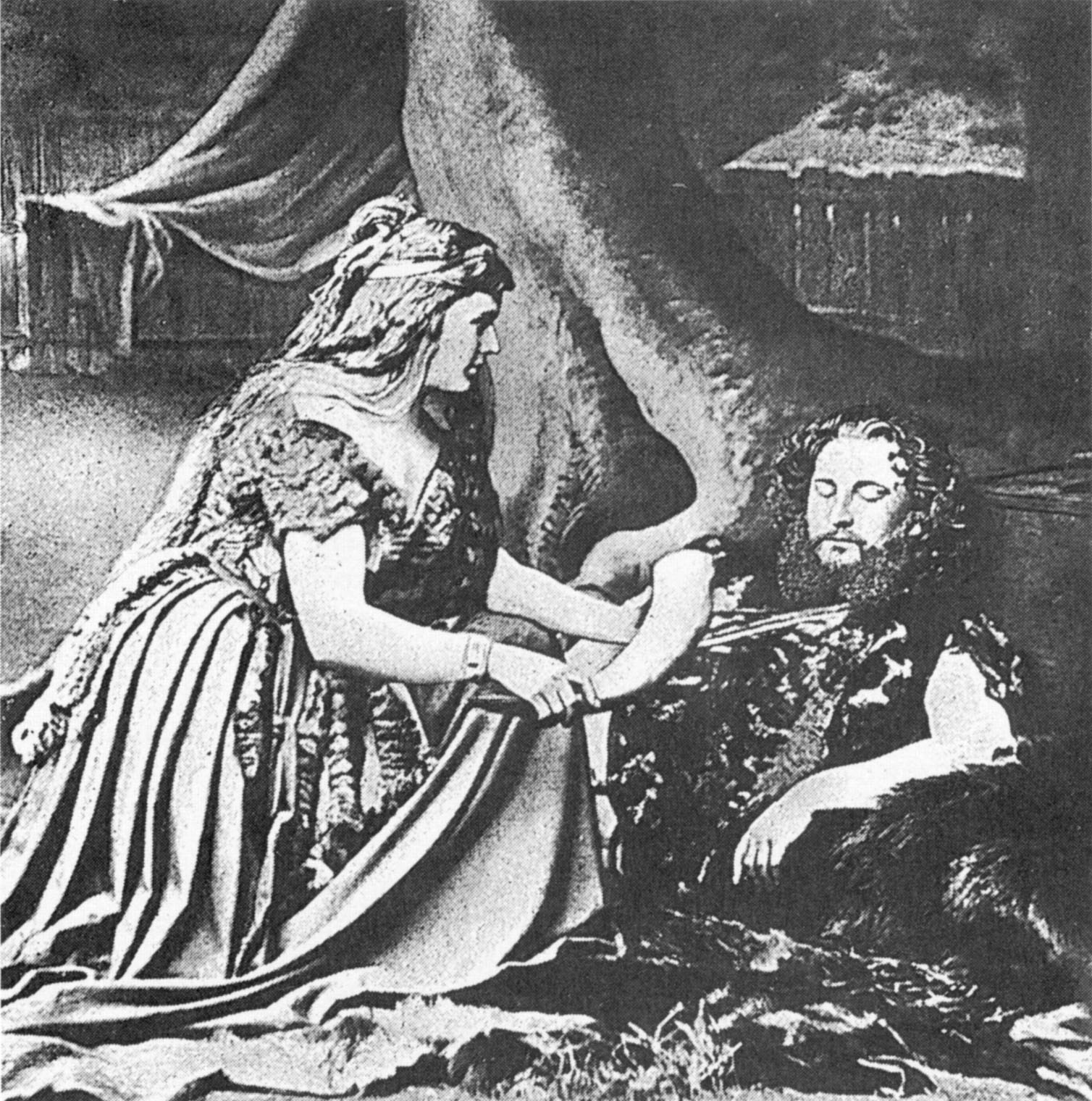
Sieglinde (Therese Vogl) ofrece a Siegmund (Heinrich Vogl) un cuerno de hidromiel en el acto I de la producción del año 1870.

Es importante entender que durante este acto, Wagner juega con los nombres e identidades de los personajes. La programación revela los nombres de algunos de los personajes, pero Wotan, Sigmundo (Siegmund, nombre que significa 'protector de la victoria o escudo') y Siglinda (Sieglinde, cuyo nombre significa 'victoria apacible') no revelan los suyos hasta la parte más tensa de este acto.
Durante una tormenta muy violenta en el bosque, Sigmundo busca refugio. Llega hasta una cabaña, donde encuentra a una mujer antes de caer desfallecido. Ésta reconforta a Sigmundo y le da de beber hidromiel, lo que le hace despertar de nuevo. Cuenta a Siglinda que huye de sus enemigos y que debe proseguir su camino. Siglinda le ruega que se quede, indicando que la casa en la que se encuentra es la de su esposo, Hunding.
Cuando Hunding regresa a su hogar piensa dos veces antes de ofrecerle posada a Sigmundo, aunque por tradición se ve obligado a dársela. Siglinda se siente cada vez más fascinada por el huésped y le pide que le cuente la historia de su vida. Sigmundo empieza a narrar que en un viaje a casa junto a su padre encontró a su madre muerta y que su hermana melliza había sido secuestrada. Luego viajó con su padre hasta que ambos tomaron distintos caminos. Un día Sigmundo se topó con una niña que estaba siendo obligada a casarse y luchó contra los parientes de la niña. Las armas de Sigmundo fueron dañadas y la niña murió, por lo cual tuvo que huir y buscar refugio en la casa de Hunding. En un inicio, Sigmundo no revela su nombre y se hace llamar Wehwalt (Weh significa dolor).
Una vez Sigmundo termina su relato, Hunding revela que él es una de las personas que estaba persiguiendo al guerrero. Hunding permite que Sigmundo se quede una noche más, pero al amanecer deberán luchar uno contra otro. Hunding se retira con Siglinda, ignorando las preocupaciones de su esposa. Sigmundo lamenta su mala fortuna y recuerda la promesa que su padre le había hecho: que encontraría una espada cuando más la necesitara.

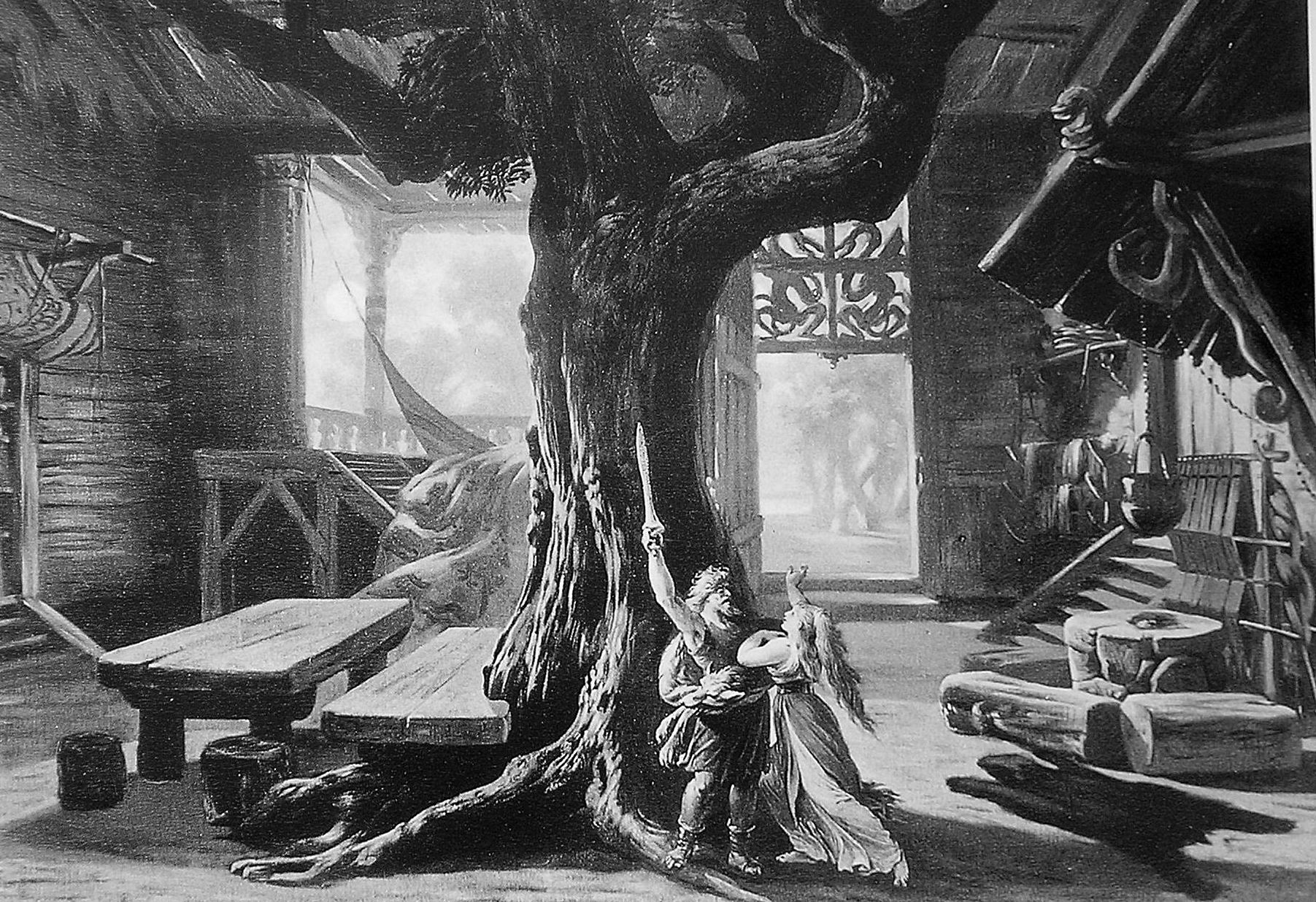
Final del acto I en la producción de 1876.

Siglinda regresa y revela que puso un tipo de droga en la bebida de Hunding para que se durmiera profundamente y luego revela que ella se había visto obligada a casarse con Hunding. Durante el banquete de bodas, un hombre de edad avanzada había aparecido y había ensartado una espada en el tronco de un fresno; ni Hunding ni sus compañeros habían podido sacar la espada del árbol. Siglinda revela su atracción por aquel héroe que pudiera sacar la espada y liberarla. Sigmundo expresa su amor por Siglinda y ella lo corresponde, y ella se esfuerza por comprender su reconocimiento de él, ella se da cuenta de que está en el eco de su propia voz, y el reflejo de su imagen, que ella ya conoce. Sigmundo revela que el nombre de su padre era Wälse, y ella le declara que él es Siegmundo, y que el Caminante le había dejado la espada a él.
Sigmundo ahora libera fácilmente la espada y ella le dice que es Siglinda, su hermana melliza. Este nombra la espada Nothung (o 'Necesaria', pues es el arma que él necesita para su próxima lucha con Hunding). Mientras termina el acto, él la llama «esposa y hermana», y se la lleva con él en un apasionado fervor, huyendo de la casa de Hunding.

### Acto II

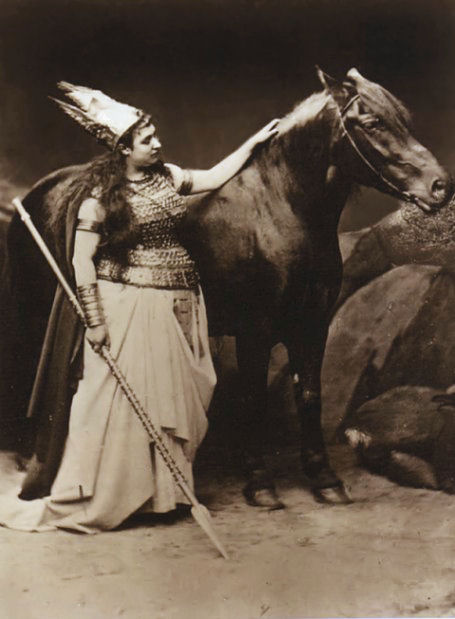
Amalie Materna, primera Brünnhilde en el Festival de Bayreuth, 1876.

Wotan se encuentra en una montaña rocosa con Brunilda, su hija valquiria. Wotan ordena que Brunilda proteja a Sigmundo cuando se enfrente a Hunding. Fricka, esposa de Wotan y diosa del matrimonio, aparece y demanda que Sigmundo y Siglinda sean castigados por cometer adulterio e incesto. Fricka sabe que Wotan, disfrazado como un mortal llamado Wälse, es el padre de Sigmundo y Siglinda. Wotan argumenta que necesita a un héroe libre (esto es, uno no gobernado por él) para llevar a cabo sus planes, pero Fricka lo contradice al decir que Sigmundo no es más que una criatura e inconsciente peón de Wotan. Este, acorralado, promete a Fricka que Sigmundo morirá.

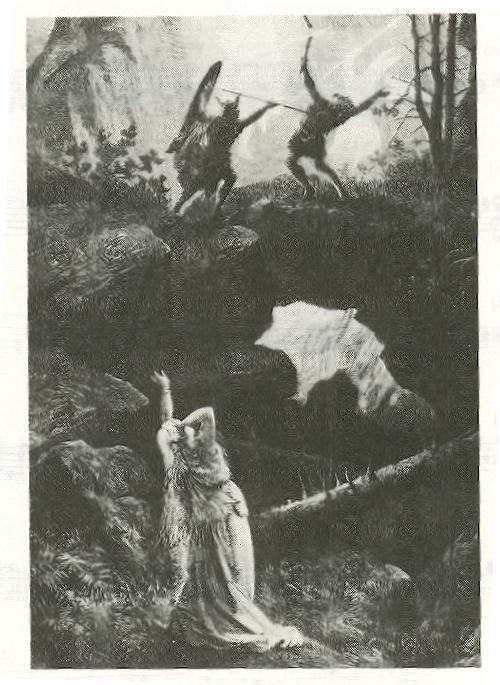
Hunding mata a Siegmund.

Fricka se retira y Brunilda se queda con su padre, ahora notablemente desesperado. Wotan narra sus problemas: Erda le había dado una advertencia a Wotan al final de El oro del Rin y este había seducido a la diosa de la tierra (Erda) para poder averiguar más sobre dicha profecía. Brunilda nació de esta unión.
Wotan crio a Brunilda y otras ocho hijas como valquirias, guerreras encargadas de recolectar las almas de los héroes caídos para poder formar un ejército para luchar contra Alberich. El ejército del Valhalla fallaría si Alberich llegase a apoderarse nuevamente del anillo, el cual se encuentra en las manos de Fafner. El gigante se convierte en un dragón utilizando el Tarnhelm y se queda en un bosque con el tesoro de los nibelungos. Wotan no puede quitarle el anillo a Fafner, ya que Wotan lo otorgó bajo una promesa y por lo tanto necesita a un héroe que derrote a Fafner en su nombre. Sin embargo, justo como dijo Fricka, Wotan solo podría crear esclavos para sí mismo. De mala gana, Wotan ordena a Brunilda que asesine a su amado hijo Sigmundo.
Habiendo huido de la casa de Hunding, Sigmundo y Siglinda se encuentran en un puerto de montaña, cuando Siglinda se desmaya por cansancio y remordimiento. Brunilda se acerca a Sigmundo y le habla de su próxima muerte. Sigmundo rehúsa seguir a la valquiria al Valhalla cuando descubre que Siglinda no podrá ir con él. Saca su espada y amenaza con matar tanto a Sieglinda como a sí mismo. Brunilda queda impresionada por la pasión de Sigmundo y decide proteger al guerrero en vez de matarlo, de manera que asegure su victoria sobre Hunding.
Hunding aparece y ataca a Sigmundo. La bendición de Brunilda da un poder extraordinario a Sigmundo que le permite dominar a Hunding, pero Wotan se presenta y destruye la espada Nothung con su lanza. Sigmundo se encuentra desarmado y Hunding acaba con la vida del guerrero. Brunilda huye, pero no sin antes llevarse a Siglinda y los restos de Nothung. Wotan ve con gran tristeza el cuerpo de su hijo, y Brunilda reúne los fragmentos de Nothung y huye a caballo con Siglinda. Wotan mata a Hunding con un gesto desdeñoso, y con ira persigue a su desobediente hija Brunilda.

### Acto III
Las otras valquirias se reúnen al pie de la montaña, cada una con un héroe en su alforja. Las valquirias se sorprenden cuando Brunilda aparece con Sieglinda, una mujer que todavía está viva. Brunilda pide ayuda, pero sus hermanas no osan desafiar las órdenes de Wotan. Brunilda decide distraer a Wotan mientras Siglinda huye. También revela que Siglinda quedó embarazada de Sigmundo y nombra a su hijo Sigfrido (Siegfried, que significa 'Alegría (o paz) en la victoria').
Wotan aparece furioso y castiga a Brunilda: su hija deja de ser una valquiria y se ve despojada de su inmortalidad; además, la condena a que duerma un sueño mágico cerca de la montaña y sea presa fácil para cualquier hombre que pase por ahí. Las demás valquirias temen por sus propios destinos y huyen. Brunilda pide misericordia a Wotan para ella misma, su hija favorita. Ella relata el valor de Sigmundo y su decisión de protegerlo, sabiendo que ese era el verdadero deseo de Wotan. Con las palabras „Der diese Liebe mir ins Herz gehaucht“ («Él que instiló este amor en mí»), introduciendo la tonalidad de Mi mayor, ella identifica sus acciones con el verdadero deseo de Wotan. Este le concede su última petición: rodear la cumbre de la montaña con una llama mágica, que la protegerá de todos menos del guerrero más valiente (que, según se le revela a través del leitmotif, ambos saben que será Sigfrido aún no nacido).
Wotan pone a Brunilda sobre una roca y, en un largo abrazo, besa sus ojos cerrados sometiéndola a un estado profundo de sueño. Llama a Loge (el semidiós nórdico del fuego), para que cree la llama que protegerá a Brunilda. Despojado de dos de sus hijos, Wotan se retira lentamente con una gran tristeza, después de decir: «Cualquiera que tenga miedo de la punta de mi lanza no pasará a través del fuego». Cae el telón al tiempo que la música del fuego mágico de nuevo se expresa en Mi mayor.

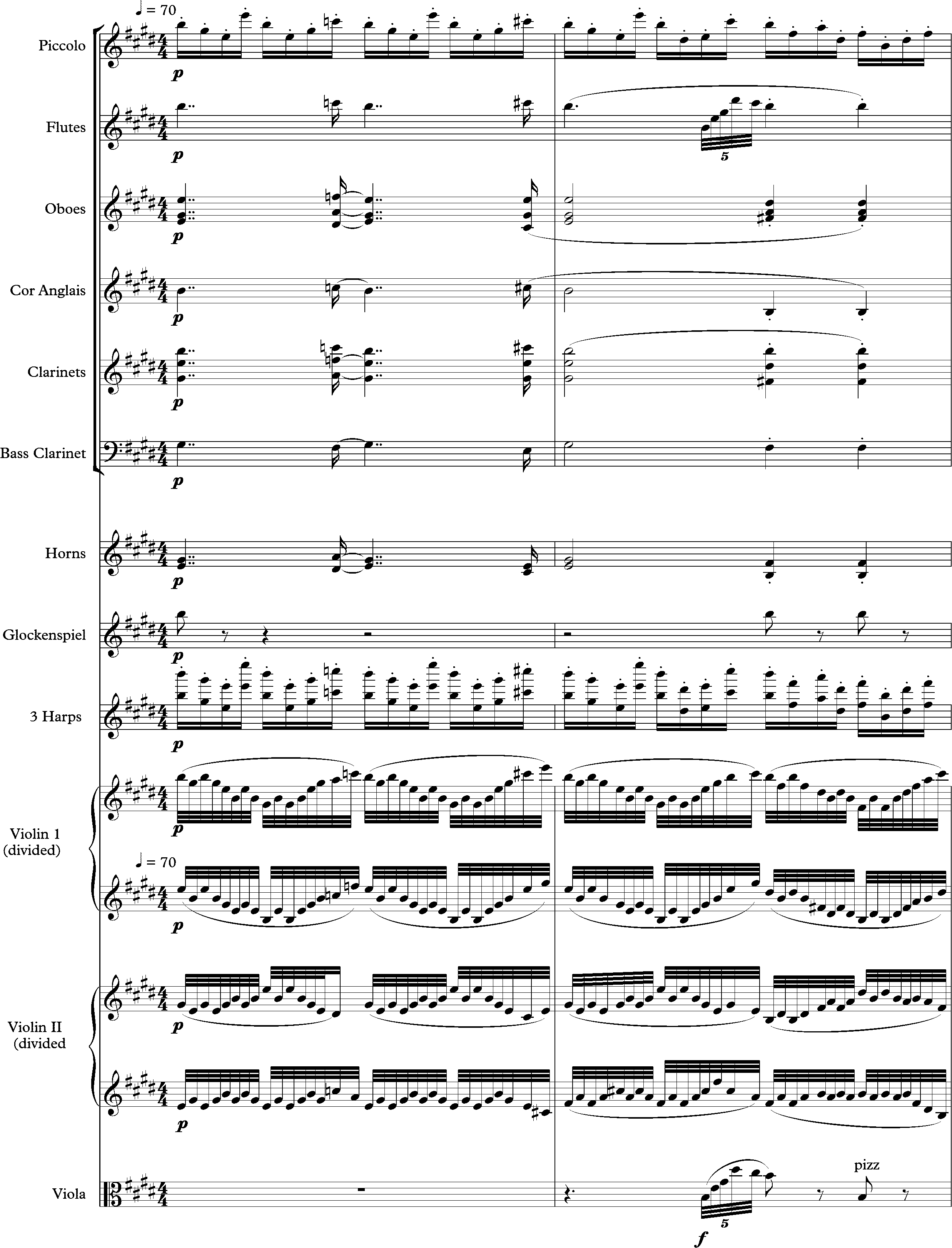
Música del fuego (en Mi mayor).

La vigilia de la valquiria según el prerrafaelita Edward Robert Hughes.

## Extractos destacados
- Preludio al acto I (la tormenta inicial)
- Canción de primavera de Siegmund y dúo con Sieglinde („Winterstürme wichen dem Wonnemond“ — «Las tormentas del invierno») (acto I)
- Preludio al acto II
- Monólogo de Wotan (acto II)
- Anuncio de Brünnhilde de la muerte de Siegmund (acto II)
- «Cabalgata de las valquirias» (preludio y escena primera («Hojotoho! Heiaha») del acto III)
- Ruego de Brunnhilde („War es so schmählich“ — «Fue tan infame») (acto III)
- Despedida de Wotan („Leb' wohl“ — «Adiós, osada») (acto III)
- Música del fuego mágico (acto III)

## Discografía
Dejando de lado las valoraciones del ciclo completo, por lo que respecta a la walkiria hay tres grabaciones de excepcional calidad grabadas en el Festival de Bayreuth: la de Clemens Krauss en 1953, la de Hans Knappertsbusch en 1958 y la Karl Böhm en 1966. De grabaciones de actos sueltos, destacan la del primer acto de Bruno Walter (director) con Lauritz Melchior, Lotte Lehmann y Emanuel List con la Filarmónica de Viena (1935), la del primer acto de Karl Elmendorff (director) con Max Lorenz, Margarete Teschemacher y Kurt Böhme con la Orquesta Estatal Sajona de Dresde (1944) y la del acto tercero de Herbert von Karajan en el Festival de Bayreuth de 1951, con Astrid Varnay, Sigurd Björling y Leonie Rysanek.
| Año       | Elenco (Siegmund, Sieglinde, Wotan, Brünnhilde, Hunding, Fricka)                                         | Director Orquesta | Discográfica Catálogo # Mono/Estéreo, Vivo/Estudio                                                               |
| --------- | --- | --- | --- |
| 1941      | Lauritz Melchior, Astrid Varnay, Friedrich Schorr, Helen Traubel, Alexander Kipnis, Kerstin Thorborg     | Erich Leinsdorf Orquesta de la Metropolitan Opera | CD: Naxos Cat: 8.110058-60 Mono, en vivo                                                                         |
| 1950      | Günther Treptow, Hilde Konetzni, Ferdinand Frantz, Kirsten Flagstad, Ludwig Weber, Elisabeth Höngen      | Wilhelm Furtwängler Orquesta y coro del Teatro de La Scala, Milán                                                                                              | CD: Opera d'Oro Cat: OPD1501 - Anillo completo) Mono, en vivo                                                    |
| 1951      | Torsten Ralf, Helene Werth, Ludwig Hofmann, Gertrude Grob-Prandl, Herbert Alsen, Georgine von Milinkovic | Robert F. Denzler Orquesta de la Suisse Romande | CD: Walhall Cat: WLCD 0134 Mono, en vivo desde Ginebra 1951                                                      |
| 1953      | Ramón Vinay, Regina Resnik, Hans Hotter, Astrid Varnay, Josef Greindl, Ira Malaniuk                      | Clemens Krauss Orquesta del Festival de Bayreuth | CD: Gala Cat: GL 100.652 Mono, en vivo                                                                           |
| 1954      | Ludwig Suthaus, Leonie Rysanek, Ferdinand Frantz, Martha Mödl, Gottlob Frick, Margarete Klose            | Wilhelm Furtwängler Filarmónica de Viena | CD: EMI Cat: CHS 7 63045 2 Mono, en estudio                                                                      |
| 1955      | Ramón Vinay, Gré Brouwenstijn, Hans Hotter, Astrid Varnay, Josef Greindl, Georgine von Milinkovic        | Joseph Keilberth Orquesta del Festival de Bayreuth | CD: Testament Cat: SBT41391 Estéreo, en vivo                                                                     |
| 1957      | Ramón Vinay, Sylvia Fisher, Hans Hotter, Birgit Nilsson, Friedrich Dalberg, Georgine von Milinkovic      | Rudolf Kempe Orquesta de la Royal Opera House, Covent Garden                                                                                                   | CD: Testament Cat: SBT131426 (Anillo completo) Mono, en vivo                                                     |
| 1961      | Jon Vickers, Gré Brouwenstijn, George London, Birgit Nilsson, David Ward, Rita Gorr                      | Erich Leinsdorf Orquesta Sinfónica de Londres | CD: Decca Cat: 430 391-2 Estéreo, en estudio                                                                     |
| 1965      | James King, Régine Crespin, Hans Hotter, Birgit Nilsson, Gottlob Frick, Christa Ludwig                   | Georg Solti Filarmónica de Viena | CD: Decca Cat: 414 105-2 Estéreo, en estudio                                                                     |
| 1966      | Jon Vickers, Gundula Janowitz, Thomas Stewart, Régine Crespin, Martti Talvela, Josephine Veasey          | Herbert von Karajan Filarmónica de Berlín | CD: Deutsche Grammophon Cat: 415 145-2 Estéreo, en estudio                                                       |
| 1967      | James King, Leonie Rysanek, Theo Adam, Birgit Nilsson, Gerd Nienstedt, Annelies Burmeister               | Karl Böhm Orquesta del Festival de Bayreuth | CD: Philips Cat: 412 478-2 Estéreo, en vivo                                                                      |
| 1980      | Peter Hofmann, Jeannine Altmeyer, Donald McIntyre, Gwyneth Jones, Matti Salminen, Hanna Schwarz          | Pierre Boulez Orquesta del Festival de Bayreuth | CD: Philips Cat: 434 422-2 Estéreo, en estudio                                                                   |
| 1981      | Siegfried Jerusalem, Jessye Norman, Theo Adam, Jeannine Altmeyer, Kurt Moll, Yvonne Minton               | Marek Janowski Sächsische Staatskapelle de Dresde | CD: Eurodisc (original), RCA (reedición) Cat: RCA 7 4321 45417 2 (ciclo del Anillo completo) Estéreo, en estudio |
| 1987      | Gary Lakes, Jessye Norman, James Morris, Hildegard Behrens, Kurt Moll, Christa Ludwig                    | James Levine Orquesta de la Metropolitan Opera | CD: Deutsche Grammophon Cat: 423 389-2 Estéreo, en estudio                                                       |
| 1988      | Reiner Goldberg, Cheryl Studer, James Morris, Éva Marton, Matti Salminen, Waltraud Meier                 | Bernard Haitink Orquesta Sinfónica de la Radio de Baviera | CD: EMI Cat: CDS 7 49534 2 Estéreo, en estudio                                                                   |
| 1989      | Robert Schunk, Julia Varady, Robert Hale, Hildegard Behrens, Kurt Moll, Marjana Lipovšek                 | Wolfgang Sawallisch Orquesta de la Ópera Estatal de Baviera | CD: EMI Cat: 724357273121 (Anillo completo) Estéreo, en vivo                                                     |
| 1992      | Poul Elming, Nadine Secunde, John Tomlinson, Anne Evans, Matthias Hölle, Linda Finnie                    | Daniel Barenboim Orquesta del Festival de Bayreuth | CD: Teldec Cat: 4509-91186-2 Estéreo, en vivo                                                                    |
| 1995      | Edward Cook, Gabriele Maria Ronge, John Wegner, Carla Pohl, Frode Olsen, Zlatomira Nikolova              | Günter Neuhold Badische Staatskapelle (Grabación de una interpretación en Karlsruhe)                                                                           | CD: Brilliant Classics (con licencia de Bella Musica) Cat: 99801 (Anillo completo) Estéreo, en vivo              |
| 2002-2003 | Robert Gambill, Angela Denoke, Jan-Hendrik Rootering, Renate Behle, Attila Jun, Tichina Vaughn           | Lothar Zagrosek Orquesta de la Ópera Estatal de Stuttgart (Grabación en audio y vídeo realizada en interpretaciones en Württemburgische Staatsoper, Stuttgart) | CD: Naxos Records Cat: 8.660172-74 DVD: TDK "Mediactive" Cat: DV-OPRDNW Estéreo (SACD), en vivo                  |
| 2004      | Stuart Skelton, Deborah Riedel, John Bröcheler, Lisa Gasteen, Richard Green, Elizabeth Campbell          | Asher Fisch Orquesta Sinfónica de Adelaida | CD: Melba Cat: MR 301091-94 Estéreo (SACD), en vivo                                                              |
| 2009      | Endrik Wottrich, Eva-Maria Westbroek, Albert Dohmen, Linda Watson, Kwangchul Youn, Michelle Breedt       | Christian Thielemann Orquesta del Festival de Bayreuth | CD: Opus Arte Cat: OACD9000BD (Anillo completo) Estéreo, en vivo                                                 |